# عقيل بلغيث
عقيل بلغيث الصحبي لاعب كرة قدم سعودي يلعب حالياً في نادي العلا.

## مسيرته الكروية
بدأ حياته الرياضية في نادي الربيع في جدة وانتقل في عام 2007 إلى الفيصلي و لعب معه لموسم 2012 و بعدها انتقل إلى الأهلي ولعب معهم إلى عام 2018 وبعدها عاد إلى الفيصلي وانتقل إلى نادي الرائد في صيف 2020 . و عاد إلى نادي جدة في صيف 2022 وانتقل إلى نادي العلا مطلع عام 2024.

## بطولاته

### الجماعية
- كأس الملك (2): 2012، 2016
- الدوري السعودي (1): 2016
- كأس ولي العهد (1): 2015
- كأس السوبر السعودي (1): 2016
- بطولة الجزيرة الدولية (1): 2013

### الفردية
- جائزة أفضل هدف في الأسبوع في دوري أبطال آسيا من CNN بالعربية.

## روابط خارجية
- عقيل بلغيث على موقع ناشيونال فوتبول تيمز (الإنجليزية)
- عقيل بلغيث على موقع Soccerway.com (الإنجليزية)